# Henri Ier (roi de Castille)
Pour les articles homonymes, voir Henri et Henri Ier.
Henri Ier de Castille, né le 14 avril 1204 à Valladolid et mort le 6 juin 1217 à Palencia, est roi de Castille de 1214 à 1217.

## Biographie

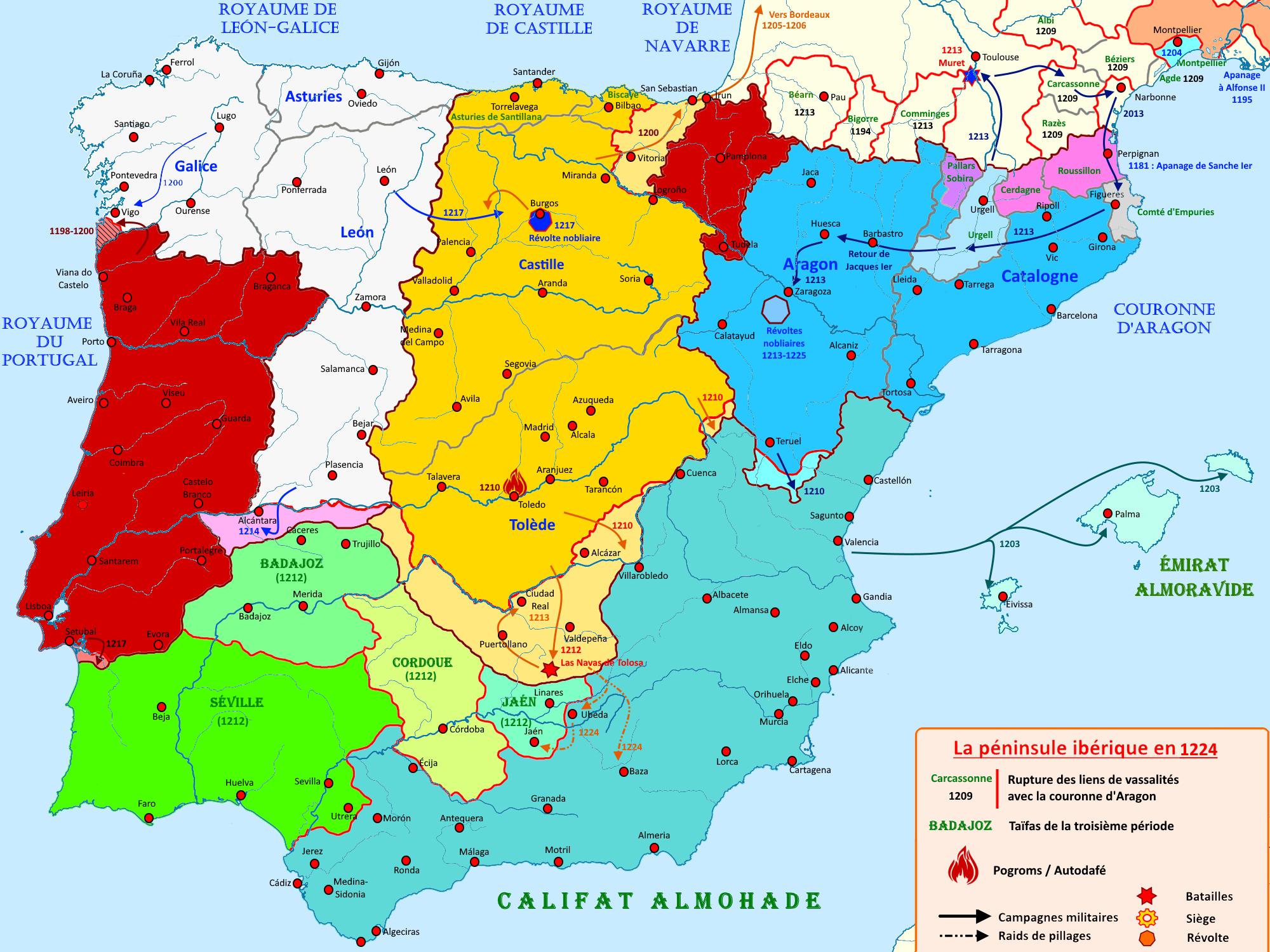
Le royaume de Castille de 1195 à 1224.

Fils d'Alphonse VIII et d'Aliénor Plantagenêt (fille d'Henri II), Henri devient l'héritier du trône quand son frère Ferdinand meurt subitement en 1211.
Lorsque son père meurt à son tour, en 1214, Henri a seulement dix ans et sa sœur aînée, Bérengère, femme d'Alphonse IX de León, est désignée régente.
En 1215, Henri est marié à Mafalda de Portugal, fille de Sanche Ier. Cependant, ils sont tous deux très jeunes et le mariage est annulé l'année suivante sans avoir été consommé.
Le 6 juin 1217, alors âgé de 13 ans, Henri Ier meurt  de façon accidentelle alors qu'il joue en compagnie d'autres enfants dans le palais épiscopal de Palencia; il aurait été frappé à la tête par une pierre lancée par un camarade de jeu. Il est inhumé dans l'église du monastère royal de las Huelgas de Burgos. Sa sœur Bérengère lui succède, mais abdique peu après en faveur de son fils Ferdinand III.
Henri Ier est le frère d'Urraque, reine de Portugal, et de Blanche, reine de France et mère de Louis IX.